# In Heat (Black 'N Blue)
In Heat è il quarto album in studio del gruppo musicale statunitense Black 'N Blue, uscito nel 1988 per l'etichetta discografica Geffen Records.

## Tracce
1. Rock On (Simmons, St. James, Thayer) 3:45
2. Sight for Sore Eyes (Regan, Simmons, St. James, Thayer) 3:31
3. Heat It Up! Burn It Out! (St. James, Thayer, Warner) 4:21
4. Suspicious (Regan, St. James, Thayer) 3:42
5. The Snake (St. James, Thayer) 4:41
6. Live It Up (Simmons, St. James, Warner) 3:37
7. Gimme Your Love (Mitchell, St. James, Thayer) 3:45
8. Get Wise to the Rise (St. James, Thayer) 4:36
9. Great Guns of Fire (St. James, Thayer) 4:37
10. Stranger (Simmons, St. James) 4:33

## Formazione
- Jaime St. James - voce
- Tommy Thayer - chitarra, cori
- Jeff "Whoop" Warner - chitarra, cori
- Patrick Young - basso, cori
- Pete Holmes - batteria